# Грищук, Надежда Никаноровна
Надежда Никаноровна Грищук (род. 1923) — советский передовик производства в лёгкой промышленности. Герой Социалистического Труда (1971).

## Биография
Родилась в селе Михайловка Алтайского края в семье рабочего.
В 1940 году семья Н. Н. Грищук переехала в город Маргилан Узбекской ССР, где с 1941 года Н. Н. Грищук с началом Великой Отечественной войны, не успев закончить восьмой класс, устроилась работать в ткацкий цех Маргиланского шелкового комбината шить парашюты для армии. С 1942 года Н. Н. Грищук возглавила бригаду, состоящую из девушек — комсомолок разных национальностей СССР, трудившихся по 12—16 часов в сутки.
В 1958 году Н. Н. Грищук переехала в Красноярск и начала работать бригадиром, сменным мастером и инструктором по обучению Красноярского шёлкового комбината. В 1963 году на комбинате было введено второе ткацкое производство с более сложными станками нового поколения, кадры для работы на которых подготовила Н. Н. Грищук. 9 июня 1966 года указом Президиума Верховного Совета СССР «за трудовое отличие по итогам работы в 7-й пятилетке» Н. Н. Грищук была награждена орденом Ленина.
5 апреля 1971 года указом Президиума Верховного Совета СССР «за выдающиеся успехи в досрочном выполнении заданий пятилетнего плана и большой творческий вклад в развитие производства тканей, трикотажа, обуви, швейных изделий и другой продукции лёгкой промышленности» Надежда Никаноровна Грищук была удостоена звания Героя Социалистического Труда с вручением ордена Ленина и золотой медали «Серп и Молот».
Помимо основной деятельности Н. Н. Грищук избиралась делегатом XXIV съезда КПСС.
С 1979 года Н. Н. Грищук — на пенсии. Жила в Красноярске.

## Награды
- Медаль «Серп и Молот» (5.04.1971)
- Орден Ленина (9.06.1966, 5.04.1971)
- Медаль «За доблестный труд в Великой Отечественной войне 1941—1945 гг.»